# Emmanuel Tumusiime-Mutebile
Emmanuel Tumusiime-Mutebile (Distrito de Kabale, Uganda, 27 de enero de 1949 - Nairobi, 23 de enero de 2022) fue un economista y banquero ugandés. Fue Gobernador del Banco de Uganda (2001-2022).

## Biografía

### Formación universitaria
Se educó en el Kigezi College Butobere en un primer momento (grados S1-S4). Posteriormente, asistió al Makerere College en Kampala (grados S5-S6). En 1970 ingresó en la Universidad Makerere, donde fue elegido presidente del sector de estudiantes universitarios, con la intención de estudiar Economía y Ciencias Políticas. 
Se vio obligado a huir de Uganda en 1972, después de pronunciar un discurso criticando públicamente la expulsión de asiáticos del país por Idi Amin. Huyó a Reino Unido vía Tanzania, y pudo terminar sus estudios en la Universidad de Durham. En octubre de 1974, comenzó estudios de posgrado en el Balliol College de Oxford, antes de regresar a África Oriental. Entró en la  Universidad de Dar es-Salaam donde impartió diversas conferencias y realizó investigaciones mientras realizaba su doctorado en economía. En 2009, la Universidad Nkumba, una universidad privada con sede en Nkumba, cerca de Entebbe, lo nombró Doctor honoris causa de Filosofía en reconocimiento a su "gran contribución al desarrollo del sector financiero de Uganda".

### Cargos gubernamentales en Uganda
Desempeñó distintos cargos gubernamentales en Uganda (1979-1984), desde secretario principal adjunto hasta presidente de la State House (1979), incluso fue subsecretario en el ministerio de Planeamiento (1981), donde ascendió a economista principal y luego jefe Economista (1984). Fue nombrado secretario permanente del nuevo ministerio de Planificación de las Finanzas y Desarrollo Económico (1992), una fusión que había defendido mientras trabajaba bajo el ministro de Hacienda, Gerald Ssendaula.

#### Gobernador del Banco Central de Uganda
Fue gobernador del Banco de Uganda, el banco central de Uganda desde el 1 de enero de 2001 hasta su muerte en 2022. Fue el director ejecutivo con más años de servicio en la historia del Banco de Uganda, así como el gobernador del banco central de África con más años de servicio en el momento de su muerte. Se le atribuyen muchas de las sólidas políticas económicas adoptadas por el gobierno de Uganda a instancias del banco central durante la década de 1990 y la primera década de la década de 2000.

### Otras responsabilidades
Fue nombrado profesor visitante en el Departamento de Economía de la Universidad de Makerere (2006), la universidad más antigua y más grande de Uganda. Posteriormente fue canciller de la Universidad Internacional de África Oriental, una universidad privada establecida en 2011, con un campus urbano en Kampala, la capital de Uganda.

### Fallecimiento
Falleció a los 72 años, en la mañana del 23 de enero de 2022, en el Hospital de Nairobi. Durante los últimos años había ingresado en diversas ocasiones en diversos hospitales de Uganda y la India, a causa de diversos problemas de salud relacionados con la diabetes, que finalmente causaron un fallo en los riñones, provocándole la muerte.